# باني بيل
باني بيل (بالإنجليزية: Bunny Bell)‏ (10 أبريل 1911 في المملكة المتحدة - 25 ديسمبر 1988 في المملكة المتحدة) هو لاعب كرة قدم بريطاني (وحمل سابقاً جنسية المملكة المتحدة لبريطانيا العظمى وأيرلندا) في مركز الهجوم. لعب مع نادي إيفرتون ونادي ترانمير روفرز لكرة القدم.

## وصلات خارجية
- باني بيل على موقع قاعدة بيانات كرة القدم.إي يو (الإنجليزية)